# Adolf Neovius
Adolf Alarik Neovius, född 20 juni 1858 i Nystad, död 16 november 1913 i Helsingfors, var en finländsk präst och historiker. Han var kusin till Edvard Rudolf Neovius.
Neovius blev domkapitelsnotarie i Borgå 1893 och kyrkoherde i Lojo 1902. Han skapade stora samlingar av östfinsk folklore och sysslade flitigt med historiska publikationer. 
Av Neovius publikationer kan nämnas utgivandet av urkundssamlingarna Ur Finlands historia (1890–95, ett urval ur de brokiga Alopæiska papperen), Consistorii ecclesiastici Aboensis protokoll 1656–61 (1895–1902, i "Kyrkohistoriska samfundets handlingar"), Akter och undersökningar rörande Finlands historia intill år 1401 (i "Historiallinen arkisto", 1912). 
Neovius utgav vidare bland annat Specialkatalog öfver Domkapitelsarkivet i Borgå I–IV, Anteckningar rörande Borgå stads och sockens historia (1897), matrikeln över den finska kyrkan (1896, 1908), Chronographia Scandinaviæ (i "Kyrkohistoriska samfundets handlingar", 1906), en samling av finskspråkiga krönikeartade uppgifter och Suomalainen ajantieto-kokoelma (i tidskriften "Suomi", 1911).